# Gemini (Cedar Point)
Gemini in Cedar Point (Sandusky, Ohio, USA) sind zwei von Ron Toomer konstruierte Stahlachterbahnen vom Typ Special Coaster Systems des Herstellers Arrow Dynamics, die im Juni 1978 eröffnet wurden.
Das Besondere an diesen Achterbahnen ist das Aussehen: Die Stahlrohrschienen sind auf eine Holzkonstruktion gebaut, so dass es den Anschein hat, sie wären Holzachterbahnen, obwohl sie Stahlachterbahnen sind.
Zur Fahrt sei so viel gesagt, dass die Strecken beider Bahnen größtenteils parallel verlaufen und die Züge sich somit ein Wettrennen liefern.

## Züge
Gemini besitzt vier Züge (ursprünglich sechs) mit jeweils fünf Wagen. In Jedem Wagen können sechs Personen (drei Reihen à zwei Personen) Platz nehmen. Die Fahrgäste müssen mindestens 1,22 m groß sein, um mitfahren zu dürfen. Als Rückhaltesystem kommen individuell einrastende Schoßbügel zum Einsatz.